# Грязевка (приток Мележи)
Гря́зевка — река во Владимирской и Московской областях России, левый приток Мележи.
Берёт начало в Каринском сельском поселении Александровского района Владимирской области, в двух километрах на юго-восток от военного городка Сергиев Посад-15. Через несколько километров возле Марёнкино начинает служить границей с городским округом Щелково Московской области.
Сразу после моста Большого московского кольца Александровский район по левому берегу сменяется Киржачским районом (Филипповское сельское поселение). Последние сотни метров протекает полностью по Московской области, оставляя справа деревни Афанасово и Хлепетово. Впадает в Мележу слева напротив деревни Глазуны, в 5 км северо-восточнее посёлка Фряново.
Длина составляет около 10 км. Равнинного типа. Питание преимущественно снеговое. Грязевка замерзает в ноябре, вскрывается в апреле. Существенных притоков не имеет.
Грязевка служит естественной границей между южными отрогами Смоленско-Московской возвышенности и Мещерской низменности: на правобережье стоят сырые елово-берёзовые леса, а на левобережье — сосновые, типичные для Мещеры. С юга, юго-востока и востока простираются почти ненаселённые леса.